# فؤاد المحروس
فؤاد المحروس لاعب كرة قدم سعودي يلعب حالياً في نادي الفضل.

## مسيرة اللاعب
مثل أندية هجر و النجوم و الفيحاء و العدالة و الروضة والوشم و مضر و الفضل.